# Ghiaccio
Ghiaccio (ギアッチョ, Giatcho) es un antagonista menor presente en la serie de JoJo's Bizarre Adventure: Golden Wind.
Ghiaccio es un miembro de la Squadra Esecuzioni, el cual persigue a Giorno Giovanna y Guido Mista cerca de Venezia con su Stand generador de hielo, White Album.

## Apariencia
Ghiaccio es un hombre joven de altura media, es de anatomía delgada, su cabello corto y enrulado de un color azul un tanto oscuro, el usa unas gafas de empaste grueso de color rojo claro, Ghiaccio viste con un conjunto de camisa manga corta de color azul al igual que sus pantalones además de usar unos zapatos deportivos.

## Personalidad
Ghiaccio es una persona bastante confiada y arrogante. Él cree que el poder de su Stand lo hace invencible y constantemente le señala este factor a Giorno y Mista en el transcurso de su combate. También, parece tener un cierto nivel de amistad con La Squadra di Esecuzione, especialmente vistos con Melone y Risotto.
Tiene una fijación con el lenguaje extranjero, tal como lo muestra cuando se enfurece y discute consigo mismo acerca de como los ingleses y otros extranjeros pronuncian Venecia (Venice) en lugar de pronunciarla como se pronuncia en el idioma italiano (Venezia).

## Habilidades
El Stand de Ghiaccio, White Album, le permite tener habilidades basadas en el hielo, no hay que confundir esto con crioquinesis, pues sus poderes no son el de crear hielo de la nada sino el de enfriar el aire a su alrededor, y cuando lo tiene activado invoca una armadura que lo protege de las temperaturas heladas alrededor suyo.

## Historia
Ghiaccio aparece hablando con Melone y Risotto, mientras buscaba a la Pandilla de Bucciarati. Cuando la pandilla sale hacia Venezia a través de un puente, en un auto conducido por Giorno Giovanna y Guido Mista, Ghiaccio posa encima del auto, sin que se den cuenta, y comienza a usar su stand para que el aire dentro del coche comenzara a congelarse junto con Giorno y Mista. Al darse cuenta de que estaban siendo atacados por un usuario stand, Mista dispara hacia el techo del auto, sin embargo las balas no le hacen ningún efecto a Ghiaccio, pues este se había cubierto completamente de hielo el cual también comenzaba a congelar a Sex Pistols. Giorno y Mista se estaban congelando dentro del auto, sin embargo rápidamente ambos reaccionan y hacen un ataque combinado usando la habilidad de Gold Experience más las balas de Mista, estos disparan una bala que se incrusta dentro del hielo de Ghiaccio. La bala se transforma en una raíz, la cual rompe el hielo y provoca que Ghiaccio caiga del techo del auto. En el pavimento, Ghiaccio se hace una armadura con su stand, luego los persigue usando patines de hielo. Mista se percata de lo ocurrido y nuevamente usa a Sex Pistols contra Ghiaccio, pero la armadura de hielo impide que las balas toquen a Ghiaccio. Mista sorprendido por lo que acaba de pasar y al ver la velocidad con la cual se desplaza Ghiaccio, decide disparar a los patines para que este se tropiece y caiga. Ghiaccio cae y rápidamente decide congelar el agua que suelta el auto creando así una especie de cuerda de hielo, la cual utiliza para aferrarze al auto, alcanzarlo y meterse en el maletero.
Mista lo intenta atacar, pero su brazo es sujetado por Ghiaccio, el cual comienza a congelar el brazo de Mista, pero es interrumpido por Giorno el cual utiliza a Gold Experience para golpear fuertemente a Ghiaccio sin mucho efecto debido a la dureza de la armadura de hielo. Giorno se fuerza por conducir el auto fuera de la carretera provocando que cayeran al océano, donde Ghiaccio comienza a utilizar su stand para congelar el agua. Mista le pide a Giorno que cree algunas plantas sobre el auto, una vez esto ocurre Mista aprovecha y utiliza el hielo para tratar de deslizarse con las plantas hasta la orilla. Ghiaccio al ver esto inmediatamente cancela todo el hielo, causando que Mista cayera al agua pero cerca de la orilla.
Ghiaccio va rápidamente contra Mista, el cual con ayuda de Giorno logra clavar un tornillo del motor del auto en la frente de Ghiaccio provocando que este quedara brevemente aturdido. Mista sale a la orilla, pero convencido de que Ghiaccio tiene un punto débil en su armadura nuevamente se lanza al agua para tratar de averiguarlo. Una vez se sumerge bajo el agua logra ver el agujero de aire en la parte posterior de su cuello de la armadura de Ghiaccio, este último recobra la conciencia y enfurecido se lanza al ataque contra Mista el cual le dispara a unos peces. Ghiaccio se sorprende por esto, pero no se percata de que Sex Pistols logra darle con una bala en su respiradero, Mista queda sorprendido al ver que la bala no logró impactar a Ghiaccio el cual le señala que ya le había dicho que con la temperatura a -210 °C cualquier cosa puede ser detenida sin perder su energía cinética. Seguidamente, Ghiaccio regresa la bala contra Mista la cual impacta en su pecho.
Ghiaccio y Mista salen del mar. Mista logra encontrar la foto del lugar en donde se encuentra el disco, seguidamente Ghiaccio procede a destruir la estatua del león para obtener el disquete y en ese momento voltea su mirada hacia Mista y decide terminar con todo de una vez. En ese momento, Giorno golpea su brazo herido provocando que de él salga una gran cantidad de sangre rociando parcialmente a Ghiaccio, esto hace que los pequeños cristales de hielo que rodean a este último se llenen de sangre haciendo visible el respiradero del traje, y de esta manera Mista dispara con Sex Pistols una gran cantidad de balas, pero Ghiaccio les dice que es totalmente inútil, que ya había previsto ese movimiento y a continuación procede a devolver todas las balas contra Mista, las cuales impactan en todo su cuerpo lo cual provoca que la sangre derramada caiga en el casco de Ghiaccio, congelándose, obstruyendo su visión y haciendo que este tropiece golpeándose la cabeza contra un poste de luz que tenía una púa, la cual termina enterrada en su cuello. Mista aprovecha la situación y comienza a disparar una ráfaga de balas contra Ghiaccio para que este se terminara de clavar contra la púa del poste, pero Ghiaccio logra desviar las balas contra Mista provocando que este cayera inconsciente por la pérdida de sangre. Es en ese momento que Ghiaccio dice haber congelado la sangre que estaba por fuera de su traje provocando así que este no se terminara de clavar contra la púa, pero para sorpresa de Ghiaccio, Giorno logró llegar a la orilla y con Gold Experience comienza a pisotear a Ghiaccio fuertemente contra el poste, provocando que la púa atravesara por completo el cuello de Ghiaccio, provocándole así una muerte instantánea.

## Otras apariciones

### Videojuegos

#### JoJo no Kimyō na Bōken: Ōgon no Kaze
Ghiaccio aparece como el enemigo enfrentado en los Capítulos 10 y 11 de Super Story Mode, con el jugador tomando el control de Mista para ambos. Durante el capítulo 10, Ghiaccio estará persiguiendo el coche que Giorno está conduciendo, con Mista en el techo del coche. Durante este partido, el jugador necesita sobrevivir durante 2 minutos mientras Ghiaccio se acerca, tratando de atacar el auto.
Durante el capítulo 11, el jugador realmente enfrenta a Ghiaccio. Durante el partido, Ghiaccio seguirá patinando por el escenario y tratará de atacar a su oponente con ataques de impulso mientras usa White Album. El jugador necesita atacar a Ghiaccio desde su espalda, ya que es su punto débil. El ataque secundario de Ghaccio está congelando el suelo de dos maneras diferentes: el primero le envía cristales de hielo en una línea con algunas capacidades de localización y el segundo le hace enviar cristales de hielo hacia afuera en seis direcciones. En ambos ataques Ghiaccio es vulnerable al ataque. También puede usar White Album Gently Weeps para reflejar temporalmente cualquier bala y potencialmente atrapar Sex Pistols si Mista Stand le dispara durante este período.

#### JoJo's Bizarre Adventure: All Star Battle
Ghiaccio aparece como un carácter explicativo en el menú JoJo Dictionary. Guía al jugador a través de las pestañas Curiosidades, Historias y Perfiles de personajes, sobre todo volviéndose irracionalmente molesto cuando el jugador intenta salir.
En su remaster, JoJo's Bizarre Adventure: All-Star Battle R, se vuelve un personaje jugable de los 51 personajes jugables.